# Waldammer
Die Waldammer (Emberiza rustica) ist eine Vogelart aus der Familie der Ammern (Emberizidae).

## Beschreibung
Die Waldammer hat recht kräftige Farben und ist leicht von anderen Arten zu unterscheiden. Sie hat jedoch Ähnlichkeiten mit der Rohrammer.
Auf der Oberseite sind die Tiere bräunlich mit dunklen Streifen.
Der Kopf ist beim Männchen schwarz, mit einem weißen Überaugenstreif und einer weißen Kehle. Beim Weibchen ist der Kopf eher braun gefleckt und nicht schwarz. Die Kopffedern bilden eine erkennbare Haube, die unter Ammern einzigartig ist.
Der Nacken, die Brust sowie die Flanken sind rotbraun.
Die Waldammer ist etwa 15 cm lang und 16–21 g schwer. Die Flügellänge beträgt 7,5–8,5 cm.

## Verbreitung
Die Waldammer ist ein Zugvogel. Seine Sommerreviere liegen in den nördlichen Breiten – er kommt von Skandinavien über Nordrussland bis zur Beringstraße vor. Seine Überwinterungsgebiete liegen im südlichen Ostasien. Hier findet man ihn in Ostchina und Japan.
Diese Ammer brütet mit Vorliebe in den feuchten borealen Nadelwäldern.

## Stimme und Nahrung
Der Gesang ähnelt dem des Rotkehlchens oder der Heckenbraunelle. Die Rufe sind hoch „twüit“ oder hart und kurz „tik-tik...“.
Die Nahrung besteht überwiegend aus Sämereien und Insekten sowie Beeren.

## Brut

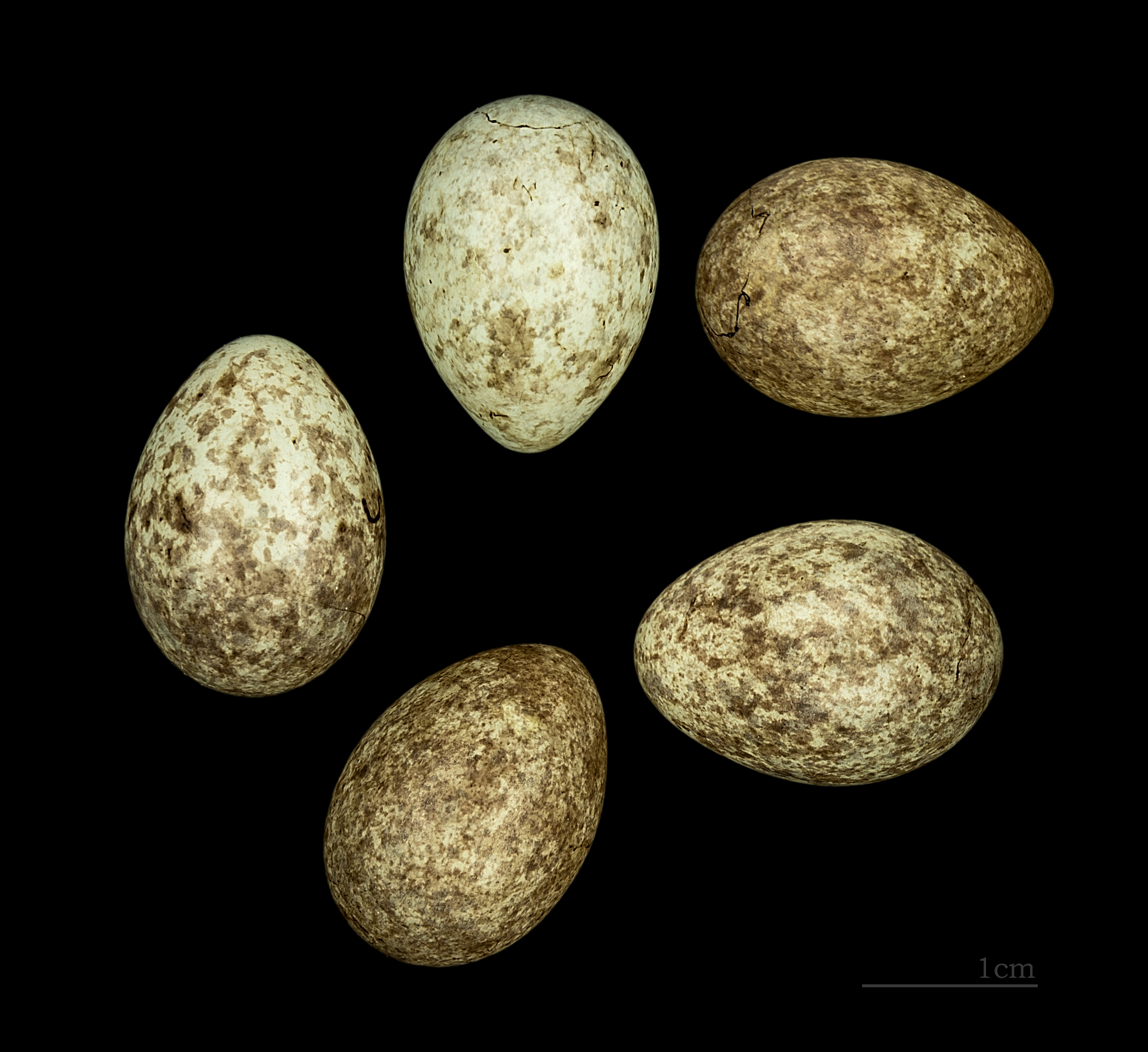
Emberiza rustica

Gebrütet wird einmal im Jahr. Das Nest, ein Napf aus Halmen und Moos, ist mit feinem Gras und Haaren ausgelegt. Es befindet sich meistens am Boden oder in Bodennähe im dichten Bewuchs. 4 bis 5 weiß bis grünlichblaue oder auch graubraun bis olivfarbene Eier werden 12 bis 13 Tage lang bebrütet. Nach 9 bis 10 Tagen sind die Jungen flügge.